# 胡真一
胡真一（1920年3月—2008年9月13日），辽宁省凤城县人，曾是东北抗日联军第五军军长柴世荣的夫人。1938年2月加入中国共产党，曾任四川省重庆市人大常委会副主任。2008年9月13日，在重庆病逝，享壽88岁。

## 生平
胡真一于1920年3月出生在辽宁丹东凤城县的一个农户家中。1936年，侵华日军攻占丹东；第二年，胡真一就参加了东北抗日联军。1937年12月，胡真一被调入抗联在大兴安岭游击根据地的被服厂工作。不久，她被时任第五军军长的柴世荣看中；两人于1938年5月结婚；胡真一18岁，柴世荣40岁。
1938年10月，抗联第五军一师妇女团的八位女战士，在一次部队转移过程中，为了掩护主力部队撤退，孤军奋战；最终，寡不敌众，八位女英雄跳入冰冷的乌斯浑河牺牲；被后人称为“八女投江”。据称，当时胡真一原本是和这几位战友一起准备行动的，但上级临时决定让她随前线部队战斗，这才不至于胡真一成为投江的第九位女战士。
1941年，经协商，东北抗日联军的主力撤到前苏联境内，编为苏联红军第88特别旅，驻扎在哈巴罗夫斯克。胡真一夫妇和时任88旅第1营营长的金日成家居住在同一栋木屋里，只是中间用木板隔开的。
1944年秋，丈夫柴世荣在一次执行任务中牺牲。1945年2月，胡真一随部队回到国内，在牡丹江军区任指导员。而后，她又先后在哈尔滨军事委员会和沈阳市政府工作。1949年8月，胡真一又随“刘邓大军”前往中国西南地区。此后，胡真一就定居在重庆。1983年离休前，她是原四川省重庆市人大常委会的副主任（正厅级）。在原四川省重庆市升格为重庆直辖市后，中共中央组织部于2007年10月批准，给于胡真一“副市长级（副部级）”医疗待遇。
2005年6月18日，时任俄罗斯国家杜马主席的格雷兹洛夫来中国，亲自向胡真一授予“反法西斯战争胜利60周年勋章”。
2008年9月13日，受严重糖尿病等疾病困扰的东北抗日联军老战士胡真一离世，享壽88岁。

## 和金日成的友谊
1945年，日军撤出中国东北后，胡真一就和老邻居金日成一家告别，随部队回国。据称，当时金日成还赠给胡真一半小瓶金子和一枚金戒指作为纪念。在朝鲜战争爆发后，胡真一卖掉了这些纪念品，把所得的钱款都捐给了中国人民志愿军。
在后来的半个多世纪里，两家人就一直没有联系。直到1994年，朝鲜驻中国大使馆的工作人员找到了胡真一。当金日成得到了这个消息后，立刻邀请胡真一前往平壤，还参加了朝鲜的国庆庆典，受到了高规格接待；临走时，金日成还赠送了2万美金。
遗憾的是，一个月后，金日成病故了；但他的儿子金正日也没有忘记胡真一。以后每年春节，都会通过大使馆给胡真一寄来贺年卡。1998年，朝鲜遭受严重洪灾，胡真一拿出所有积蓄，托人买了100吨面粉，送到了朝鲜灾区。
胡真一去世后，受朝鲜劳动党中央派遣，朝鲜驻中国大使馆官员参加了2009年1月6日举行的葬礼。